# Синагога Маген-Авот
Маген-Авот (англ. Maghain Aboth Synagogue, ивр. בית כנסת מגן אבות‎, «щит отцов») — синагога в Сингапуре, основанная в 1878 году, одна из двух действующих синагог в стране.
Расположена по адресу Ватерлоо-стрит 24/26 в квартале Рохор центрального района Сингапура. Является старейшей сохранившейся синагогой в Юго-Восточной Азии.
В 2010-х годах в синагоге постоянно молятся 100—200 человек. Службы проводятся ежедневно 3 раза в день, главным раввином с 1994 года является Мордехай Абарджиль, любавический хасид.

## История
Первая синагога в Сингапуре была возведена в 1841 году на нынешней Синагог-стрит (англ. Synagogue Street). На тот момент еврейская община Сингапура составляла около 40 человек и в основном состояла из сефардов иракского происхождения, прибывших туда из Индии. Через 30 лет община значительно разрослась и расселилась, поэтому здание старой синагоги было продано и решено построить новую.
В 1873 году при помощи Манассии Мейера, племянника члена попечительского совета синагоги Джозефа Джошуа, была приобретена земля, на которой сегодня расположена синагога Маген-Авот. Через 5 лет, 4 апреля 1878 года, синагога была освящена. В 1893 году был надстроен деревянный второй этаж (балкон), позволивший проводить богослужение одновременно для мужчин и женщин. В 1924 году здание было расширено, появились пристройки. В 1925 году капитальный второй этаж сменил деревянный. Во время японской оккупации (1942—1945) многие сингапурские евреи были интернированы, но синагога оставалась открытой и служила для встреч еврейской общины. В 2007 году на территории синагоги было возведено здание еврейского центра им. Яакова Балласа (англ. Jacob Ballas Centre), в котором расположены офисы, микве, кошерные ресторан и магазин.

## Архитектура и внутреннее устройство
Общая территория участка, принадлежащего синагоге, составляет 2290,6 м². Там расположены сама синагога и еврейский центр им. Яакова Балласа.
Синагога представляет собой двухэтажное симметричное здание в неоклассическом стиле с аркадами, пилястрами и сводчатыми дверными проёмами. На кремовом фасаде выделяются три шестиконечные звезды и название синагоги, написанное на иврите. Здание ориентировано на запад и смотрит на Иерусалим. Крытое крыльцо синагоги позволяло подъезжать ко входу каретам. От крыльца широкие ступени ведут к главному входу, ещё два входа предназначены для женщин. Внутреннее пространство имеет трёхчленное деление.